# Káprázatos holdvilág
A Káprázatos holdvilág (eredeti cím: Magic in the Moonlight) 2014-ben bemutatott amerikai romantikus filmvígjáték, melynek forgatókönyvírója és rendezője Woody Allen. Ez Allen 44. filmje. A főszerepet Emma Stone, Colin Firth, Hamish Linklater, Marcia Gay Harden, Jacki Weaver, Eileen Atkins és Simon McBurney alakítja.
Az 1920-as években, a francia Riviérán játszódó filmet az Amerikai Egyesült Államokban 2014. július 25-én mutatta be a Sony Pictures Classics, Magyarországon négy hónappal később, november 13-án a Freeman Film forgalmazásában. Általánosságban vegyes kritikákat kapott az értékelőktől. A kritikusok dicsérték Firth és Stone alakítását, de az írói munkát sablonosnak találták.

## Cselekmény
Egy Stanley Crawford nevű illuzionistát, a hamis spiritualisták legnagyobb lebuktatójának tartják. Felkérik, hogy nyomozzon egy Sophie nevű fiatal nő után, akiről sokan meg vannak győződve, hogy médium. Egyesek azonban úgy vélik, hogy a nő csalást követ el, és átveri elhivatott ügyfeleit.

## Szereplők
| Színész             | Szerep           | Magyar hang        |
| ------------------- | ---------------- | ------------------ |
| Colin Firth         | Stanley Crawford | Kőszegi Ákos       |
| Emma Stone          | Sophie Baker     | Czető Zsanett      |
| Eileen Atkins       | Vanessa néni     | Halász Aranka      |
| Marcia Gay Harden   | Mrs. Baker       | Andresz Kati       |
| Hamish Linklater    | Brice Weaver     | Nagy Dániel Viktor |
| Simon McBurney      | Howard Burkan    | Pusztaszeri Kornél |
| Jacki Weaver        | Grace Weaver     | Fabó Györgyi       |
| Erica Leerhsen      | Caroline         | Orosz Anna         |
| Catherine McCormack | Olivia           | Bálint Adrienn     |
| Jeremy Shamos       | George           | Dózsa Zoltán       |
| Lionel Abelanski    | doktor           |                    |

## A film készítése
2013 áprilisában Colin Firth és Emma Stone csatlakozott a film szereplőgárdájához. Júliusban csatlakozott hozzájuk Jacki Weaver, Marcia Gay Harden és Hamish Linklater is, Allen pedig a franciaországi Nizzában kezdte meg a forgatást. Allen 2013. október 15-én hozta nyilvánosságra, hogy a film címe Magic in the Moonlight lesz.

## Bemutató
A film 2014. július 25-én került volna a mozikba. 2013. október 17-én bejelentették, hogy a film nemzetközi értékesítését a FilmNation Entertainment végzi, és a Sony Pictures Classics megszerezte az észak-amerikai forgalmazási jogokat. A filmet 2014. július 25-én tizenhét amerikai moziban mutatták be, majd 2014. augusztus 15-én országos forgalmazásra is kiadták az Amerikai Egyesült Államokban.

## Bevétel
A film 2014. július 25-én került bemutatásra Észak-Amerikában. A nyitóhétvégén 17 moziban 412 095 dolláros (vetítésenként 24 241 dollár) bevételt hozott. 964 mozira bővült augusztus 15-éig, és három nap alatt úabb 1 786 150 dolláros (vetítésenként 1 853 dollár) bevételt gyűjtött. Az észak-amerikai vetítés végére összesen 10 539 326 dolláros bevételt termelt.
Nemzetközi szinten a film 40,5 millió dollárt keresett, így világszerte 51 millió dolláros bevételt ért el.

## Fordítás
- Ez a szócikk részben vagy egészben  a   Magic in the Moonlight című angol Wikipédia-szócikk fordításán alapul.  Az eredeti cikk szerkesztőit annak laptörténete sorolja fel. Ez a jelzés csupán a megfogalmazás eredetét és a szerzői jogokat jelzi, nem szolgál a cikkben szereplő információk forrásmegjelöléseként.